# مسابقات جهانی ژیمناستیک هنری ۱۹۲۲
مسابقات جهانی ژیمناستیک هنری ۱۹۲۲ هفتمین دوره مسابقات جهانی ژیمناستیک هنری است که در لیوبلیانا، یوگسلاوی از ۱۱ تا ۱۲ اوت ۱۹۲۲ میلادی برگزار شده است.

## جدول مدال‌ها
| رتبه | کشورها   | طلا | نقره | برنز | مجموع |
| ۱    | یوگسلاوی | ۶   | ۶    | ۱    | ۱۳    |
| ۲    | چکسلواکی | ۶   | ۳    | ۰    | ۹     |
| ۳    | فرانسه   | ۰   | ۰    | ۱    | ۱     |